# الهيئة العامة للجمارك (قطر)
الهيئة العامة للجمارك (بالإنجليزية: General Authority of Customs)‏ هي مؤسسة حكومية مسؤولة عن مراقبة استيراد وتصدير البضائع داخل وخارج دولة قطر وفقا للتشريعات المنظمة. تقع الهيئة العامة للجمارك تحت إشراف وزارة المالية ويترأس عليها السيد أحمد بن عبد الله الجمال. تطور النظام الجمركي لقطر عبر السنين منذ تاريخها الحديث، وحددت مسيرها تشريعات عدة من أهمها قانون الجمارك الصادر بالقانون رقم (40) لسنة 2002.

## تاريخ
كان نظام الجمارك لقطر في الثلاثينيات من القرن العشرين قد تماشى على أسلوب الجمارك بالامتياز؛ حيث يقوم الضامن بدفع مبلغ محاسب مئوياً إلى المحافظ في ذلك الوقت. ثم تطورت بعد تأسيس المديرية العامة للجمارك من قبل علي بن عبد الله آل ثاني وأصبحت إدارة حكومية مستقلة للجمارك. تحولت شؤون الجمارك خلال العقود منذ الأربعينيات إلى أن أصبحت جهة من بين الجهات الحكومية الثمانية في الخمسينات. كما صارت قسماً تحت وزارة المالية والنفط في السبعينيات من القرن الماضي.
وبحلول 2001، صدر قرار مرسوم بقانون رقم: 17 لسنة 2001 بإنشاء الهيئة العامة للجمارك والموانئ، والتي تقوم بتنفيذ أحكام القوانين والأنظمة المتعلقة بالجمركية وشؤون الموانئ والنقل البري. في سنة 2009، صدر المرسوم الأميري رقم (31) بالهيكل التنظيمي لوزارة الاقتصاد والمالية وضمت «الإدارة العامة للجمارك» ضمن الوحدات الإدارية بوزارة الاقتصاد والمالية. وأصبحت الموانئ مستقلة عن الجمارك منذ ذلك العام. صدر المرسوم الأميري رقم (37) لسنة 2014 بتاريخ 20 فبراير 2014 بتأسيس «الهيئة العامة للجمارك» والذي أسند إليها القوة القانونية للإشراف على الشؤون الجمركية في البلاد. تضمنت المواد 29 التي يحملها المرسوم جميع أعمال الهيئة العامة للجمارك.

## هيكل الإدارة
يقوم هيكل إدارة الهيئة العامة للجمارك في قطر على الشكل الآتي:
- مكتب المدير
- إدارة التدقيق الداخلي
- إدارة التخطيط والجودة
- إدارة الشؤون القانونية
- إدارة العلاقات العامة والاتصال
- إدارة الموارد البشرية
- إدارة الشؤون المالية والإدارية
- إدارة نظم المعلومات
- إدارة العمليات وتحليل المخاطر
- مركز التدريب الجمركي والإقليمي
- إدارة مكافحة التهريب والأمن الجمركي
- إدارة جمارك مطار حمد الدولي
- إدارة جمارك الشحن الجوي والمطارات الخاصة
- إدارة الجمارك البحرية
- إدارة الجمارك البرية.

## رسوم الجمارك القطرية
تخضع جميع السلع المستوردة إلى دولة قطر للرسوم الجمركية، بناءً على نسبة مئوية من قيمة البضائع أو على أساس كل وحدة. يتم احتساب قيمة البضائع وفقًا للوائح الخاصة بقانون الجمارك والموانئ. رسوم الجارك على الشحن العام هي 5٪، و 20٪ على الصلب، و 30٪ اليوريا والأمونيا، 100٪ على السجائر والتبغ ومشتقاته أو ألف ريال قطر على كل 10,000 سجار. يستثنى من دفع رسوم الجمارك البضائع الخاصة بالأعمال الخيرية، والبضائع المنزلية، والبضائع العابرة.